# Lekeryds landskommun
Lekeryds landskommun var en tidigare kommun i Jönköpings län.

## Administrativ historik
När 1862 års kommunalförordningar trädde i kraft den 1 januari 1863 inrättades i Sverige cirka 2 400 landskommuner samt 89 städer och ett mindre antal köpingar. Då inrättades i Lekeryds socken i Tveta härad i Småland denna kommun.
Vid den riksomfattande kommunreformen 1952, då antalet kommuner minskade från 2 498 till 1037, bildade den storkommun genom sammanläggning med de tidigare kommunerna Järsnäs och Svarttorp.
Nästa indelningsreform innebar att kommunen upplöstes år 1971 och att området gick upp i Jönköpings kommun.
Kommunkoden 1952–70 var 0609.

### Kyrklig tillhörighet
I kyrkligt hänseende tillhörde kommunen Lekeryds församling. Den 1 januari 1952 tillkom Järsnäs församling och Svarttorps församling.

## Geografi
Lekeryds landskommun omfattade den 1 januari 1952 en areal av 222,49 km², varav 197,86 km² land. Efter nymätningar och arealberäkningar färdiga den 1 januari 1957 omfattade landskommunen den 1 november 1960 en areal av 222,95 km², varav 198,86 km² land.

### Tätorter i kommunen 1960
I Lekeryds landskommun fanns den 1 november 1960 ingen tätort. Tätortsgraden i kommunen var då alltså 0,0 procent.

## Politik

### Mandatfördelning i valen 1946–1966
| 3 | 8 | 9 |

| 19 |

| 5 | 16 | 11 | 3 |

| 32 |

| 5 | 14 | 10 | 6 |

| 32 |

| 4 | 18 | 8 | 5 |

| 33 |

| 5 | 18 | 7 | 5 |

| 32 |

| 4 | 14 | 5 | 3 | 4 |

| 28 |